# Monumenti di primo grado di Coventry

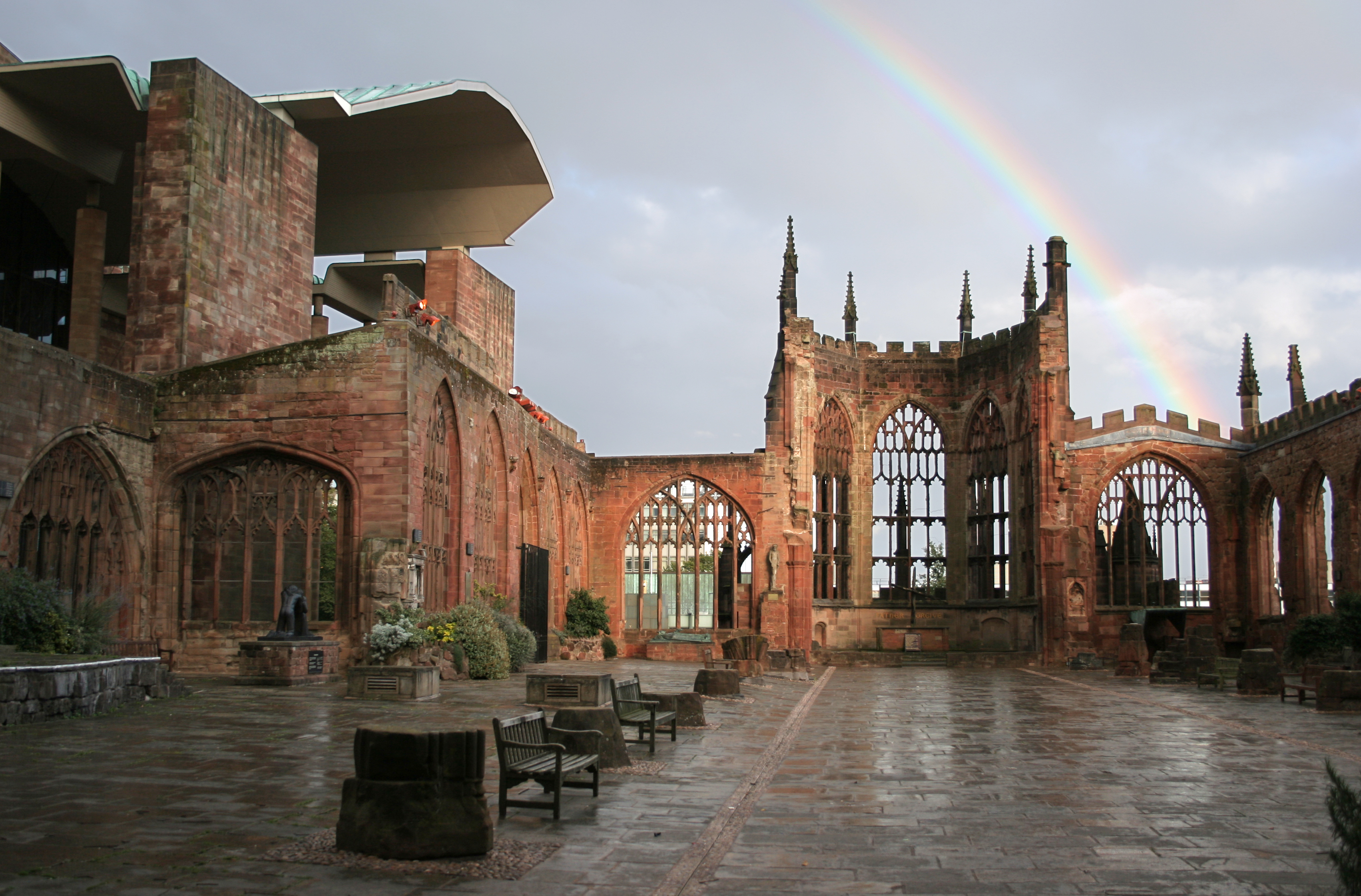
La Cattedrale di Coventry venne parzialmente distrutta nel bombardamento di Coventry nel 1940; le sue rovine sono adesso classificate come un monumento di Grado I

Ci sono 19 monumenti di Grado I nella città di Coventry. Nel Regno Unito, un monumento classificato è un monumento o un edificio di particolare importanza storica o architettonica. Questi monumenti sono protetti da demolizione per legge, nonché da eventuali ampliamenti o modifiche che potrebbero intaccarne il valore storico o artistico. I monumenti classificati in Inghilterra e Galles sono divisi in tre categorie—I monumenti di Grado II edifici di particolare interesse; I monumenti di Grado II* sono monumenti di Grado II edifici di particolare interesse; e monumenti di Grado I, che sono quelli di interesse " eccezionale ". Solo circa il quattro per cento degli edifici storici sono di grado I.
Coventry è un'antica città e una città metropolitana nel West Midlands in Inghilterra. La storia della città risale almeno all'XI secolo (CE), e dal XIV secolo era un fiorente centro di commercio. Come molti monumenti di Grado I della città di Coventry, le mura furono erette verso la fine della fine del XIV e l'inizio del XV secolo. Dei 20 edifici su questa lista, 14 sono nel centro della città, e 11 risalgono al XIV secolo. Il più antico è il Priorato di Santa Maria, ora una rovina, che fu fondata nel 1043. Molti altri edifici di questo elenco risalgono al XII secolo. Il più recente edificio di Grado I della città è la nuova cattedrale, costruita nel 1950 per rimpiazzare quella del XIV secolo. Come gran parte del centro della città, la cattedrale originale fu quasi completamente distrutta nel bombardamento di Coventry nel novembre 1940, e la nuova cattedrale fu costruita accanto alla rovina, che è stata conservata.
Un ventesimo monumento, Coombe Abbey, a Coombe Country Park (SP 40351 79757) è di proprietà del Comune di Coventry ma si trova appena fuori dal confine della città e nel Comune di Rugby nel Warwickshire, e quindi non è incluso in questa lista.